# Извод
У математичкој анализи, грани математике, извод је мера како (колико брзо) функција мења своје вредности када јој се улазне вредности мењају. Извод криве у некој тачки представља коефицијент правца тангенте дате криве у тој тачки.
Извод функције f(x) у тачки a се дефинише као:
{\displaystyle f'(x)|_{x=a}=\lim _{\Delta x\to 0}{\frac {f(a+\Delta x)-f(a)}{\Delta x}}}
уколико лимес постоји. Иначе, извод можемо схватити и као линеарни оператор.
Поступак проналажења извода функције се назива диференцијацијом. Диференцијација процес обратан у односу на интеграљење.

## Запис извода

### Лајбницова нотација
Симболе {\displaystyle dx}, {\displaystyle dy}, и {\displaystyle {\frac {dy}{dx}}} је осмислио Готфрид Вилхелм Лајбниц године 1675. Још се често користи када се функција y = f(x) гледа као однос зависних и независних променљивих. У том случају се први извод обележава као
{\displaystyle {\frac {dy}{dx}},\quad {\frac {df}{dx}},{\text{  или  }}{\frac {d}{dx}}f,}
и некада се гледао као инфинитезимални количник. Изводи вишег реда се обележавају нотацијом
{\displaystyle {\frac {d^{n}y}{dx^{n}}},\quad {\frac {d^{n}f}{dx^{n}}},{\text{  или  }}{\frac {d^{n}}{dx^{n}}}f}
за n-ти извод функције {\displaystyle y=f(x)}. Они представљају скраћени запис поновног вршења оператора извода, пример:
{\displaystyle {\frac {d^{2}y}{dx^{2}}}={\frac {d}{dx}}\left({\frac {dy}{dx}}\right).}
Са Лајбницовом нотацијом можемо записати извод функције {\displaystyle y} у тачки {\displaystyle x=a} на два начина:
{\displaystyle \left.{\frac {dy}{dx}}\right|_{x=a}={\frac {dy}{dx}}(a).}
Лајбницова нотација дозвољава прецизирање променљиве по којој се врши извод, што је битно у парцијалним изводима. Такође олакшава памћење формуле за извод сложене функције
{\displaystyle {\frac {dy}{dx}}={\frac {dy}{du}}\cdot {\frac {du}{dx}}.}

### Лагранжова нотација
Најчешћи начин записивања извода је користећи Лагранжову нотацију која користи ознаку прим ('), тако да је извод функције {\displaystyle f} записан као {\displaystyle f'}. Слично, други и трећи изводи се обележавају:
{\displaystyle (f')'=f''}   и   {\displaystyle (f'')'=f'''.}
Да би се означио ред извода изнад 3, неки аутори користе римске бројеве у натпису, а неки арапске бројеве у заградама:
{\displaystyle f^{\mathrm {iv} }}   или   {\displaystyle f^{(4)}.}
n-ти извод се означава као {\displaystyle f^{(n)}}, овај запис се користи када се говори о изводу као о сопственој функцији.
Њутнова нотација за диференцијацију (такође звана тачкасти запис за диференцијацију) ставља тачку преко зависне променљиве. Односно, ако је y функција од t, тада је дериват od y у односу на t
{\displaystyle {\dot {y}}}
Виши деривати су представљени помоћу више тачака, као у
{\displaystyle {\ddot {y}},{\overset {...}{y}}}
Њутнов запис се обично користи када независна променљива означава време. Ако је локација y функција od t, тада и {\displaystyle {\dot {y}}} означава брзину, а {\displaystyle {\ddot {y}}} означава убрзање.

## Коришћење извода за цртање графика функција
Изводи су користан алат за испитивање графика функција. Све тачке унутар домена реалних функција које представљају локалне екстремуме имају за први извод нулу. Међутим, нису све критичне тачке локални екстремуми; на пример  има критичну тачку у x&nbsp;=&nbsp;0, али нема ни локални максимум, ни локални минимум у овој тачки.
Други извод функције се може користити за испитивање конвексности функције. Превојне тачке (тачке у којима функција прелази из конвексног у конкавни облик) имају за други извод нулу.

## Геометријска интерпретација извода
Ако је функција f диференцијабилна у тачки , онда ће коефицијент правца тангенте криве y&nbsp;=&nbsp;f&nbsp;(x) у тачки , бити једнака , где је α угао који тангента заклапа са позитивним делом x-осе, а једначина исте тангенте ће гласити:
,
где је .
Једначина нормале у датој тачки Т ће бити:

## Рачунање извода
Изводи се могу теоретски рачунати по дефиницији у сваком примеру, али се у пракси често користе већ готови рачуни познатијих, једноставнијих функција. Изводи сложенијих функција се рачунају помоћу одређених правила.

### Изводи једноставних функција
{\displaystyle {\bigl (}x^{n}{\bigr )}'=\lim _{\Delta x\to 0}{\Bigl (}{\frac {(x+\Delta x)^{n}-x^{n}}{\Delta x}}{\Bigr )}}; {\displaystyle a^{n}-b^{n}={\bigl (}a-b{\bigr )}{\bigl (}a^{n-1}+a^{n-2}b+a^{n-3}b^{2}+\ldots +a^{2}b^{n-3}+ab^{n-2}+b^{n-1}{\bigr )}}
{\displaystyle (x+\Delta x)^{n}-x^{n}={\bigl (}(x+\Delta x)-x{\bigr )}{\bigl (}(x+\Delta x)^{n-1}+(x+\Delta x)^{n-2}x+(x+\Delta x)^{n-3}x^{2}+\ldots +(x+\Delta x)^{2}x^{n-3}+(x+\Delta x)x^{n-2}+x^{n-1}{\bigr )}}{\displaystyle (x+\Delta x)^{n}-x^{n}\thickapprox n\Delta xx^{n-1}}
{\displaystyle {\bigl (}x^{n}{\bigr )}'=\lim _{\Delta x\to 0}{\Bigl (}{\frac {n\Delta xx^{n-1}}{\Delta x}}{\Bigr )}=nx^{n-1}}; n - било који број
{\displaystyle {\Bigl (}e^{x}{\Bigr )}^{,}=\ lim_{\Delta x\to 0}{\Bigl (}{\frac {e^{(x+\Delta x)}-e^{x}}{\Delta x}}{\Bigr )}}; {\displaystyle e=\lim _{n\to \infty }{\bigl (}1+{\frac {1}{n}}{\bigr )}^{n}=\lim _{h\to 0}{\bigl (}1+h{\bigr )}^{\frac {1}{h}}}
{\displaystyle {\frac {e^{(x+\Delta x)}-e^{x}}{\Delta x}}=e^{x}{\frac {e^{\Delta x}-1}{\Delta x}}}; {\displaystyle e^{\Delta x}-1=h{\xrightarrow[{\Delta x\rightarrow 0}]{}}0} => {\displaystyle \Delta x=ln(1+h)}
{\displaystyle {\frac {e^{\Delta x}-1}{\Delta x}}={\frac {h}{ln(1+h)}}={\frac {1}{ln(1+h)^{\frac {1}{h}}}}}= 1, ln(e) = 1
Коначно: {\displaystyle {\Bigl (}e^{x}{\Bigr )}^{,}=e^{x}}
{\displaystyle {\Bigl (}ln(x){\Bigr )}^{,}=\lim _{\Delta x\to 0}{\Bigl (}{\frac {ln(x+\Delta x)-ln(x)}{\Delta x}}{\Bigr )}};{\displaystyle ln(x+\Delta x)-ln(x)=ln{\bigl (}{\frac {x+\Delta x}{x}}{\bigr )}=ln{\Bigl (}1+{\frac {\Delta x}{x}}{\Bigr )}}
{\displaystyle {\frac {ln(x+\Delta x)-ln(x)}{\Delta x}}={\frac {1}{x}}{\frac {ln{\Bigl (}1+{\frac {\Delta x}{x}}{\Bigr )}}{\frac {\Delta x}{x}}}}; {\displaystyle \lim _{\Delta x\to 0}{\Bigl (}{\frac {ln{\Bigl (}1+{\frac {\Delta x}{x}}{\Bigr )}}{\frac {\Delta x}{x}}}{\Bigr )}=1}
{\displaystyle {\Bigl (}ln(x){\Bigr )}^{,}={\frac {1}{x}}}
{\displaystyle {\Bigl (}a^{x}{\Bigr )}^{,}=\ lim_{\Delta x\to 0}{\Bigl (}{\frac {a^{(x+\Delta x)}-a^{x}}{\Delta x}}{\Bigr )}}; {\displaystyle {\frac {a^{(x+\Delta x)}-a^{x}}{\Delta x}}=a^{x}{\frac {a^{\Delta x}-1}{\Delta x}}}
{\displaystyle a^{\Delta x}-1=h} => {\displaystyle \Delta x=log_{a}(1+h)={\frac {ln(1+h)}{lna}}}
{\displaystyle {\Bigl (}a^{x}{\Bigr )}^{,}=a^{x}ln(a)}
{\displaystyle {\Bigl (}log_{a}(x){\Bigr )}^{,}=\lim _{\Delta x\to 0}{\Bigl (}{\frac {log_{a}(x+\Delta x)-log_{a}(x)}{\Delta x}}{\Bigr )}}; {\displaystyle log_{a}(x+\Delta x)-log_{a}(x)=log_{a}{\bigl (}{\frac {x+\Delta x}{x}}{\bigr )}=log_{a}{\Bigl (}1+{\frac {\Delta x}{x}}{\Bigr )}}
{\displaystyle log_{a}{\Bigl (}1+{\frac {\Delta x}{x}}{\Bigr )}={\frac {ln{\Bigl (}1+{\frac {\Delta x}{x}}{\Bigr )}}{lna}}}
{\displaystyle {\Bigl (}log_{a}(x){\Bigr )}^{,}={\frac {1}{xlna}}}
{\displaystyle {\Bigl (}sin(x){\Bigr )}^{,}=\lim _{\Delta x\to 0}{\Bigl (}{\frac {sin(x+\Delta x)-\sin {x}}{\Delta x}}{\Bigr )}}
{\displaystyle sin(\alpha )-sin(\beta )=2sin({\frac {\alpha -\beta }{2}})cos({\frac {\alpha +\beta }{2}})}=> {\displaystyle {\frac {sin(x+\Delta x)-\sin {x}}{\Delta x}}=2{\frac {sin{\frac {\Delta x}{2}}}{\Delta x}}cos(x+{\frac {\Delta x}{2}})}.Како {\displaystyle {\frac {\sin x}{x}}{\xrightarrow[{x\rightarrow 0}]{}}1\Rightarrow }
{\displaystyle {\Bigl (}sin(x){\Bigr )}^{,}=\cos x}
{\displaystyle {\Bigl (}cos(x){\Bigr )}^{,}=\lim _{\Delta x\to 0}{\Bigl (}{\frac {cos(x+\Delta x)-\cos {x}}{\Delta x}}{\Bigr )}}
{\displaystyle cos(\alpha )-cos(\beta )=-2sin({\frac {\alpha -\beta }{2}}sin({\frac {\alpha +\beta }{2}})}=>
{\displaystyle {\frac {cos(x+\Delta x)-\cos {x}}{\Delta x}}=-2{\frac {sin{\frac {\Delta x}{2}}}{\Delta x}}sin(x+{\frac {\Delta x}{2}})}=>
{\displaystyle {\Bigl (}cos(x){\Bigr )}^{,}=-\sin x}
{\displaystyle {\Bigl (}tan(x){\Bigr )}^{,}={\Bigl (}{\frac {\sin {x}}{\cos {x}}}{\Bigr )}^{,}}={\displaystyle {\frac {{\Bigl (}\sin {x}{\Bigr )}^{,}\cos {x}-\sin {x}{\Bigl (}\cos {x}{\Bigr )}^{,}}{\cos {x}^{2}}}}={\displaystyle {\frac {\sin {x}^{2}+\cos {x}^{2}}{\cos {x}^{2}}}={\frac {1}{\cos {x}^{2}}}}
{\displaystyle {\Bigl (}cot(x){\Bigr )}^{,}={\Bigl (}{\frac {\cos {x}}{\sin {x}}}{\Bigr )}^{,}}={\displaystyle {\frac {{\Bigl (}\cos {x}{\Bigr )}^{,}\sin {x}-\cos {x}{\Bigl (}\sin {x}{\Bigr )}^{,}}{\sin {x}^{2}}}}= {\displaystyle {\frac {-\sin {x}^{2}-\cos {x}^{2}}{\sin {x}^{2}}}={\frac {-1}{\sin {x}^{2}}}}

## Таблица извода елементарних функција
| Функција {\displaystyle f(x)}      | Извод {\displaystyle f'(x)}                   |  |  | Функција {\displaystyle f(x)}     | Извод {\displaystyle f'(x)}                    |
| ---------------------------------- | --------------------------------------------- |  |  | --------------------------------- | ---------------------------------------------- |
| {\displaystyle \sin x}             | {\displaystyle \cos x}                        |  |  | {\displaystyle {\text{sh}}\,x}    | {\displaystyle {\text{ch}}\,x}                 |
| {\displaystyle \cos x}             | {\displaystyle -\sin x}                       |  |  | {\displaystyle {\text{ch}}\,x}    | {\displaystyle {\text{sh}}\,x}                 |
| {\displaystyle {\text{tg}}\,x}     | {\displaystyle {\frac {1}{\cos ^{2}x}}}       |  |  | {\displaystyle {\text{th}}\,x}    | {\displaystyle {\frac {1}{{\text{ch}}^{2}x}}}  |
| {\displaystyle {\text{ctg}}\,x}    | {\displaystyle -{\frac {1}{\sin ^{2}x}}}      |  |  | {\displaystyle {\text{cth}}\,x}   | {\displaystyle -{\frac {1}{{\text{sh}}^{2}x}}} |
| {\displaystyle \arcsin x}          | {\displaystyle {\frac {1}{\sqrt {1-x^{2}}}}}  |  |  | {\displaystyle {\text{Arsh}}\,x}  | {\displaystyle {\frac {1}{\sqrt {1+x^{2}}}}}   |
| {\displaystyle \arccos x}          | {\displaystyle -{\frac {1}{\sqrt {1-x^{2}}}}} |  |  | {\displaystyle {\text{Arch}}\,x}  | {\displaystyle {\frac {1}{\sqrt {x^{2}-1}}}}   |
| {\displaystyle {\text{arctg}}\,x}  | {\displaystyle {\frac {1}{1+x^{2}}}}          |  |  | {\displaystyle {\text{Arth}}\,x}  | {\displaystyle {\frac {1}{1-x^{2}}}}           |
| {\displaystyle {\text{arcctg}}\,x} | {\displaystyle -{\frac {1}{1+x^{2}}}}         |  |  | {\displaystyle {\text{Arcth}}\,x} | {\displaystyle {\frac {1}{1-x^{2}}}}           |
| {\displaystyle e^{x}}              | {\displaystyle e^{x}}                         |  |  | {\displaystyle a^{x}}             | {\displaystyle a^{x}\ln a}                     |
| {\displaystyle \ln(x)}             | {\displaystyle {\frac {1}{x}}}                |  |  | {\displaystyle {\frac {1}{x}}}    | {\displaystyle -{\frac {1}{x^{2}}}}            |
| {\displaystyle \log _{a}x}         | {\displaystyle {\frac {1}{x\ln a}}}           |  |  | {\displaystyle \|x\|}             | {\displaystyle {\frac {x}{\|x\|}}}             |
| {\displaystyle {\sqrt {x}}}        | {\displaystyle {\frac {1}{2{\sqrt {x}}}}}     |  |  | {\displaystyle x^{n}}             | {\displaystyle nx^{n-1}}                       |

### Извод сложене функције
Дата је сложена функција {\displaystyle y=f(u)}, где је {\displaystyle u=g(x)}
Извод је једнак производу извода појединачних делова
{\displaystyle (f\circ g)'(x)=(f(g(x))'=f'(u)g'(x)}
Пример:
{\displaystyle [sin(x^{2})]'=sin'(x^{2})*(x^{2})'=2xcos(x^{2})}

### Особине извода
Збир извода је извод збира
{\displaystyle u'(x)\pm v'(x)=[u(x)\pm v(x)]'}

Извод производа
{\displaystyle [u(x)v(x)]'=u'(x)v(x)+u(x)v'(x)}
Специјалан случај је извод функције помножене константом
{\displaystyle [cu(x)]'=c'u(x)+cu'(x)=0*u(x)+cu'(x)=cu'(x)}

Извод количника
{\displaystyle {\bigl [}{\frac {u(x)}{v(x)}}{\bigr ]}'={\frac {u'(x)v(x)-u(x)v'(x)}{[v(x)]^{2}}}}

## Други извод и изводи вишег реда
Други извод се дефинише као извод првог извода:
{\displaystyle f''(x)|_{x=a}=(f'(x)|_{x=a})'\,}

Слично важи и за сваки следећи извод:
{\displaystyle f'''(x)|_{x=a}=(f''(x)|_{x=a})'\,}
{\displaystyle f^{(n)}(x)|_{x=a}=(f^{(n-1)}(x)|_{x=a})'\,}